# Triple unión tectónica

Principales placas tectónicas y las correspondientes triple uniones.

Una triple unión tectónica es el punto donde las fronteras de tres placas tectónicas convergen. En la triple unión, cada cual de las tres fronteras será una de 3 tipos - una dorsal mediooceánica, una fosa oceánica o una falla o borde transformante - y las uniones pueden ser descritas según los tipos de margen de placa que coinciden.
De los muchos tipos de triple unión posibles, solo unos cuantos son estables a través de tiempo ("estable" en este contexto significa que la configuración geométrica de la unión no cambiará a través del tiempo geológico).

## Historia
El primer artículo científico que detalla el concepto de triple unión fue publicado en 1969 por W. Jason Morgan, Dan McKenzie, y Tanya Atwater. El término tradicionalmente había sido utilizado para la intersección de tres fronteras divergentes o dorsales en extensión. Estas tres fronteras divergentes idealmente se alcanzan a 120° ángulos aprox.
En la teoría de placas tectónicas durante la ruptura de un continente, tres fronteras divergentes se forman, irradiándose fuera de un punto central (la triple unión). Una de estas fronteras de placas divergentes falla (véase Aulacógeno), y las otras dos continúan extendiéndose para formar un océano. La expansión del océano Atlántico empezó en el sur de África y Sudamérica, logrando una triple unión en el actual golfo de Guinea, de donde continuó al oeste. La formación geológica de Benue es el brazo fallado de esta convergencia.
Desde entonces, el término de triple-unión ha venido utilizándose para referir cualquier punto donde tres placas tectónicas coinciden.

## Ejemplos

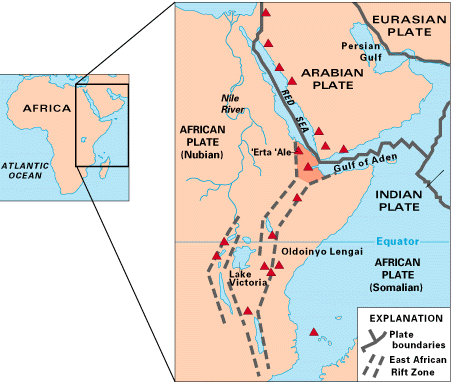
Mapa de África del Este mostrando algunos de los volcanes activos históricamente (triángulos rojos) y el Triángulo Afar (sombreado, al centro), que es un punto de triple unión donde tres placas se empujan entre sí: La Placa arábiga y las dos partes de la Placa Africana (la nubia y la somalí), dividiéndose en la zona del Rift de África Oriental.

- El Punto triple de Chile ubicado en la costa sur de Chile, cerca de la península de Taitao y el golfo de Penas donde convergen la placa sudamericana, la placa de Nazca, y la placa Antártica.
- La unión del mar Rojo, el golfo de Adén y el Rift de África Oriental centrada en el triángulo Afar.
- El Triple Punto de Rodríguez en el océano Índico del sur, donde la placa Africana, la placa Indo-australiana y placa Antártica coinciden.[3]
- La Triple Unión de Galápagos es donde las placas de Nazca, de Cocos, y del Pacífico coinciden. La dorsal del Pacífico oriental se extiende al norte y al sur de esta unión, y la dorsal de Galápagos va hacia el este. Este ejemplo se hace más complejo por la microplaca de Galápagos, que es una pequeña placa separada en la dorsal justo al sureste de la triple unión.
- En Chiapas hacia la costa de Tapachula, donde se unen Guatemala, Norteamérica y el Pacífico y ocurren semanalmente  pequeños terremotos. Las placas involucradas son empujadas al este por la placa de Cocos.
- Al oeste de América del Norte hay otra triple unión inestable, costa afuera de cabo Mendocino. Al sur, la falla de San Andrés, una falla transformante, separa la placa del Pacífico y la placa Norteamericana. Al norte yace la zona de subducción de Cascadia o falla de Cascadia, donde una sección de la placa de Juan de Fuca, llamada placa de Gorda está siendo subducida bajo la placa Norteamericana, formando una fosa geológica. Otra falla transformante, la zona de fractura Mendocino, recorre a lo largo de la frontera entre la placa del Pacífico y la placa de Gorda. Donde los tres cruzan es el sismológicamente activo Triple Punto de Mendocino (es decir, convergen las placas de Gorda, Norteamericana y Pacífica).
- La placa Amuria, la placa de Ojotsk, y la placa Filipina se encuentran en Japón, cerca del monte Fuji.
- El Triple Punto de Azores es la triple unión donde se intersectan las placas Norteamericana, Euroasiática y Africana.
- El Triple Punto del Boso, fuera de la costa de Japón, es la convergencia entre las placa de Ojotsk, del Pacífico y Filipina.
- El mar del Norte está localizado en la extinta triple unión de tres antiguas placas continentales de la era Palaeozoica: Avalonia, Laurentia y Baltica.[4]